# Svilaja
Svilaja je planina u Zagori, usporedna s višim sjevernijim lancem Dinara-Troglav. Pruža se smjerom sjeverozapad-jugoistok između Sinjskoga i Petrovog polja u dužini oko 30 km.
Najviši je južni vrh Svilaje imena Bat (1508 m), iznad Sinja. Sjevernije su još važniji vrhovi Jančak (1483 m), Kita (1413 m), Turjača (1340 m), Mala Svilaja (1472 m) i Lisina (1301 m) iznad Vrlike. Od najbližeg grebena Veliki Kozjak (1207 m) koji je sjeverni nastavak Svilaje, ova je odvojena nižim sedlom Lemeš (860 m) iznad sela Maovice. Najveći dio lanca Svilaje je krški greben s naizmjeničnim nizom vrhova i ponikava (vrtača), te više krških jama i špilja.

## Klima
Klimatološki podaci za Svilaju se koriste sa meteoroloških stanice sa šireg područja, odnosno sa postaja iz Sinja, Knina i Drniša koji su 10 – 20 kilometara udaljeni od samog vrha Svilaje. Najhladniji mjesec na Svilaji je siječanj, a najtopliji srpanj. Srednja godišnja temperatura zraka iznosi 12,7°C - 13°C. Najamnje padlina je u srpnju, a najviše u studenome. Uz sve karakteristike, računajući temperature i padaline, tip klime koji je karakterističan za Svilaju je Cfs'a tip klime, odnosno umjereno toplo vlažna klima s vrućim ljetom.

## Zaštićena područja i vrste
Svilaja je uvrštena u Ekološku mrežu NATURA 2000 u Republici Hrvatskoj i to prema uredbi o ekološkoj mreži kao područje značajno za vrste i stanišne tipove. Ciljane vrste su vuk, leptir dalmatinski okaš i modra sasa, a ciljana su staništa ilirske bukove šume, istočno submediteranski suhi travnjaci te špilje 

## Biljnogeografske značajke Svilaje
Strmije sjeveroistočne padine iznad Cetine su većinom obrasle šumama bukve i balkanskog javora (Acer obtusatum), koje su u novije doba dijelom uništene požarima. Suhi i položeni jugozapadni obronci prema Drnišu su mozaično pokriveni šikarama crnograba (Ostrya carpinifolia) i niskim kamenitim travnjacima koji služe za ispašu.
Uz padine oko Svilaje arheološki je značajan niz starih ilirskih gradina pa se zato neki njeni vrhovi nazivaju Gradina, Polača i sl. Po istraženosti Svilaja još spada među slabo poznate hrvatske planine i donekle je poznat samo njezin viši najjužniji dio do glavnog vrha. Ostali najveći dio srednje i sjeverne Svilaje ostao je skoro nepoznat planinarima i istraživačima, osim lokalnim pastirima iz okolnih naselja.  
Na trenutačno je stanje osim prirodnih faktora imao i čovjek, posebice uzgojem stoke, ali i poljodjeljstvom u manjoj mjeri.  
Jugoistočno od glavnog vrha uz Orlove Stine (1139 m) izgrađena je planinarska kuća Orlove stine. Uz tek osnovano Planinarsko društvo "Zolj" iz Vrlike, 2010. je otvorena nova planinarska kuća u vrličkom dijelu Svilaje na 1119 mnv.
Na svilajskom Velom vrhu odvila se najveća pješačka bitka tijekom Domovinskog rata. U bitci su napadnute hrvatske snage izvojevale pobjedu. Dio srednje Svilaje između Vrlike i Siverića je još miniran, dok je uspon do glavnog vrha siguran iz južnog smjera od Sinjskog Zelova.
Svilaja je i ime jedne od vila iz romana „Planine“, hrvatskog renesansnog pisca Petra Zoranića.

## Vanjske poveznice
- Svilaja na stranicama HPS
- Planinarska kuća na Orlovim stinama

1. ↑  Milović, Milenko; Jasprica, Nenad; Tafra, Damira; Pandža, Marija; Krpina, Vesna. 20. listopada 2020. Prirodna obilježja Svilaje s pregledom istraživanja flore i vegetacije. Glasnik Hrvatskog botaničkog društva. 8 (1): 29–50. doi:10.46232/glashbod.8.1.5